# Mammons War
Mammons War peti je studijski album švedskog doom metal sastava Count Raven. Album je 31. kolovoza 2009. godine objavila diskografska kuća I Hate Records.

## Popis pjesama
| 1.    | »The Poltergeist«           | Dan Fondelius                         | 4:32  |
| 2.    | »Scream«                    | Fondelius                             | 5:08  |
| 3.    | »Nashira«                   | Fondelius                             | 5:13  |
| 4.    | »The Entity«                | Fondelius, Fredrik Jansson, Jens Bock | 7:04  |
| 5.    | »Mammons War«               | Fondelius                             | 5:48  |
| 6.    | »A Lifetime«                | Fondelius, Jansson, Bock              | 10:50 |
| 7.    | »To Kill a Child«           | Fondelius                             | 8:24  |
| 8.    | »To Love, Wherever You Are« | Fondelius                             | 3:19  |
| 9.    | »Magic Is...«               | Fondelius, Jansson, Bock              | 4:25  |
| 10.   | »Seven Days«                | Jansson                               | 8:52  |
| 11.   | »Increasing Deserts«        | Fondelius                             | 5:05  |
| 68:40 |                             |                                       |       |

## Zasluge
Count Raven
- Dan Fondelius – vokali, gitara, klavijature, aranžman gudačkih instrumenata
- Fredrik Jansson – bas-gitara, udaraljke, djembe
- Jens Bock – bubnjevi

Dodatni glazbenici
- Danne Norman – gudački instrumenti (na pjesmi 10), inženjer zvuka
- Peter Norlinder – gitara i truba (na pjesmi 11), inženjer zvuka

Ostalo osoblje
- Christoph "Stripe" Schinzel – naslovnica, omot albuma